# Olpas (Grecia)
Olpas (en griego, Ὀλπαι) es el nombre de un asentamiento griego situado en Acarnania. 
Tucídides la menciona en el marco de la guerra del Peloponeso, señalando que se trataba de un lugar antaño fortificado que empleaban los acarnanios como tribunal común. Estaba situada a veinticinco estadios de Argos Anfiloquia, sobre una colina, junto al mar.
Allí se desarrolló una batalla el año 426 a. C., entre el ejército espartano, bajo el mando de Euríloco, ayudados por los ampraciotas frente al ejército ateniense, junto a acarnanios y anfiloquios, que iban bajo el mando de Demóstenes, con victoria para estos últimos.
Se localiza en la población moderna de Agrilovuni.